# Torre d'en Feu
La Torre d'en Feu o  Castell de Can Feu és un edifici del barri homònim de Sabadell, declarat bé cultural d'interès nacional. Cada primer diumenge de mes, a les 10h del matí, es fa una visita guiada, organitzada per l'Associació Cultural Can Feu.

## Història

### Orígens
Les excavacions arqueològiques realitzades el 2009 hi van trobar les restes d'una torre de defensa dels segles xii-xiii, identificada amb la Torre de Sobarber, documentada el 1055.

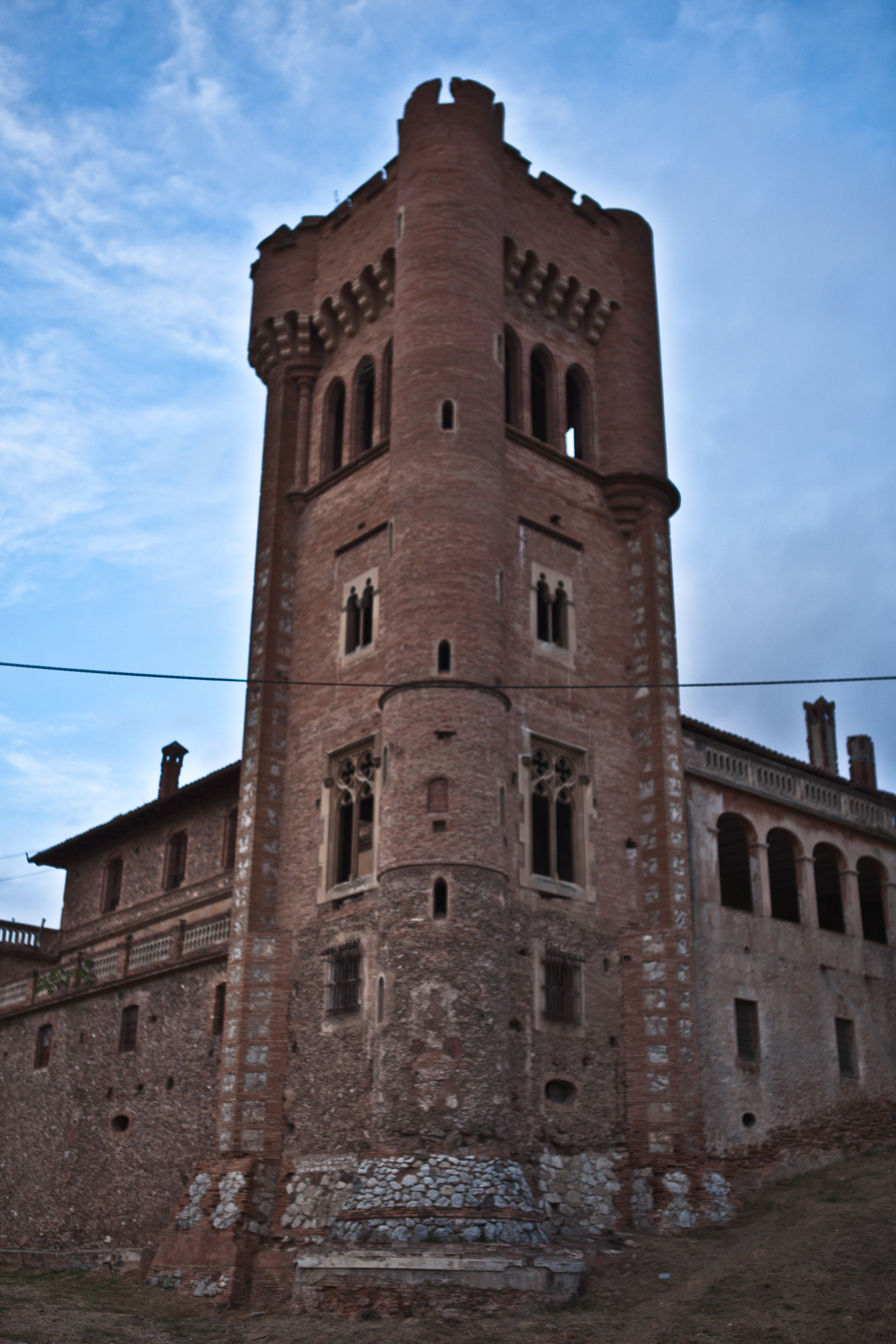
Torre mestra del castell

El 1527 Bernat Simó comprà la torre a Joan Castanyeda de Sardenya, hereu de Iolanda, filla de Bartomeu 
Mir. Aquell mateix segle, va partir un gran incendi, després del qual seria coneguda com a Torre Cremada. Més tard, va ser coneguda com Torre Vallcorba pels seus nous propietaris, que el 1663 decidiren ampliar-la enderrocant part de la domus medieval i hi aixecaren un gran casal amb teulada a dues aigües.

### Els Feu
Els Feu eren una nissaga documentada des del segle xv amb Pere Feu, fuster de Santa Eulàlia de Ronçana. Posteriorment, s'establiren a Sabadell, on foren membres importants de la vila durant els segles xvi i xvii. El 1674, Pau Feu i Ramoneda adquirí la torre, i el 1686, el seu fill Pau Feu i Soler va ser ennoblit per Carles II. Aquest ascens social va fer que la casa patís més canvis i ampliacions, com ara la construcció el 1704 a l'entrada d'una capella dedicada a la Nativitat, que el 1916 canvià d'advocació a la Mare de Déu de Montserrat.
El 1747, la pubilla Isabel de Feu i Rojas es va casar amb Josep Ignasi d'Olzina-Riusech i d'Amigó, i la torre passaria a mans d'aquest llinatge.

### Josep Nicolau d'Olzina
El 1878, va morir Eusebi d'Olzina i de Torres (1799-1878), que en el seu testament imposà a l'hereu Josep Nicolau d'Olzina i Ferret (1841-1924) l'obligació de construir-hi un panteó familiar. El 1880, aquest va encarregar-ne el projecte a l'arquitecte August Font, però no va poder ser realitzat per la manca dels permisos necessaris, així que va decidir reformar l'edifici, donant-li l'aire d'un castell medieval. Les obres continuaren durant la dècada següent, i el 1895 Font realitzà un nou projecte, que quedà inacabat quan els treballs foren suspesos definitivament el 1901.
El 1904, es va suprimir el terme de Sant Pere de Terrassa, i la Torre d'en Feu, que formava part de les parròquies de Sant Vicenç de Jonqueres i Sant Julià d'Altura, fou incorporada al nou terme de Sabadell. Aleshores, l'Ajuntament, a través de la Comissió de Festes, va demanar a Josep Nicolau d'Olzina poder utilitzar-ne el bosc per a festes i celebracions, i el propietari accedí amb la condició que l'arbreda hauria de ser respectada. Un dels primers actes que s'hi van celebrar va ser una reunió de l'Entitat Esperantista de Sabadell el 1905, i el 1907 hi hagué la Garden Party. L'agraïment dels ciutadans per cedir-los el seu bosc va motivar que el 1908 demanessin a l'Ajuntament el nomenament d'Olzina com a fill adoptiu de la localitat, la qual cosa es va produir el 6 de maig del 1909 amb l'entrega del diploma corresponent.
El 1887, es va casar amb la seva cosina Mercè de Pallejà i de Bassa, i la parella es va instal·lar a Can Mandri (Sant Andreu de Llavaneres), que Josep Nicolau havia heretat de la seva mare Josepa Ferret i Mandri (†1863). Cap al 1911, el matrimoni es va instal·lar al carrer de Llúria, 5 de Barcelona, en una casa que van fer reformar l'any següent segons el projecte de l'arquitecte Salvador Puiggròs i Figueras, realitzant visites periòdiques a Can Feu. El 1921 morí Mercè de Pallejà, i el 1924, el seu marit. Aleshores, Can Feu passà a mans del seu nebot Guillem de Pallejà i Ferrer-Vidal (1889-1964), IV marquès de Monsolís.

### Decadència
El 18 de juliol del 1936, amb l'esclat de la Guerra Civil, el marquès es va exiliar amb amb la seva família, i el mes següent se'n va fer un inventari del mobiliari, que seria traslladat en camions a la casa Duran. El 1937, l'Ajuntament de Sabadell expropià la finca per a convertir-la en l'lnstitut Obrer d'Ensenyament, i les penalitats del conflicte propiciaren la tala progressiva d'una part important del bosc adjacent, lloc predilecte per a festes i celebracions de la ciutat com el Dijous Gras. Conegut com a «el paradís del Vallès» per la seva bellesa i singularitat, ocupava unes 40 hectàrees a l'oest de la ciutat, on avui hi ha part dels barris dels Merinals, de Can Feu i de Can Gambús.
Cap a finals de la guerra, un grup de soldats de la Legió Còndor, arribà al castell i s'hi van 
estar uns dies. Un cop acabat el conflicte, els Pallejà recuperaren la finca i una part de l'antic mobiliari, i durant els anys 1940 i principis dels 1950 hi feren reformes, transformant la finca en una explotació agropecuària, portada per masovers i l'antic jardí romàntic va desaparèixer, substituït per una gran explanada on els cavalls donarien voltes 
en un circuit tancat amb fustes. L'estany era utilitzat com a dipòsit d'aigua, i la gruta soterrada va ser tancada.
A partir d'aquest moment, se'n començaren a parcel·lar terrenys per a edificar. El 1994, el que quedava de la finca i el castell foren venuts a l'empresa Mas Duran SA, una immobiliària de Sant Quirze del Vallès, que volia convertir-los en un complex d'oci, pero no va aconseguir els permisos necessaris.

### Recuperació
A partir del 2006, l'Ajuntament va iniciar negociacions amb la immobiliària, que van culminar el 2017 amb la signatura d'un conveni pel qual la finca seria expropiada per 24.798,07 euros, equivalent al deute contret per l'impagament d'impostos endarrerits, la qual cosa es va formalitzar l'any següent.
El 2019, el projecte de l'Associació Cultural Can Feu per a recuperar el jardí romàntic va aconseguir 100.000 euros als pressupostos participatius de Sabadell, i es preveu que les obres comencin els propers anys.

## Descripció
És un casal rectangular, de tres plantes i teulada a quatre vents, voltat per tres costats de cossos adjunts i torres a les cantonades. La façana principal, que mira a llevant, està precedida d'un pati d'armes tancat per una edificació en forma d'«U». A la planta baixa s'obren tres portals, d'arc de mig punt formats amb grans dovelles, que es corresponen amb la de la masoveria, la senyorial (al centre) i la dels estables. Al primer pis s'obren 4 grans obertures d'arc rebaixat i decorades amb guardapols; les dues centrals s'obren a petits balcons individuals. L'espai central del pis superior està ocupada per una galeria formada per finestres quadrangulars i, a banda i banda, s'obre una finestra individual però de característiques similars a les centrals. Al centre de la façana hi ha l'escut d'armes dels Olzina de Riusech, amb les diferents nissagues que ha tingut successió: Olzina, Riusech, Pasqual i Cadell, Morer, Feu i Ferret.
Les façanes laterals es corresponen als cossos afegits, de planta baixa i un pis amb terrassa superior, a la qual s'accedeix des de la tercera planta del cos principal que sobresurt del cos afegit. En aquestes façanes destaca la galeria d'arcs de mig punt, que ocupa tota la llargada del primer pis, i que pel lateral dona accés a la terrassa del cos en forma d'«U» que envolta el pati d'armes. La terrassa superior queda tancada per una barana de balustres.
La façana posterior també té un cos afegit, però amb un pis menys que els laterals. Aquí s'obren finestres quadrangulars seguint un ritme regular i a la part superior té una terrassa tancada per una barana de balustres. Per darrere d'aquest cos, sobresurten els dos pisos superiors de l'edifici principal amb portes que s'obren a la terrassa al primer pis i finestres rectangulars, que segueixen un ritme regular al segon.
Les torres dels angles són circulars, amb corsera superior i formes simples, excepte la de l'angle sud, de dimensions superiors a la resta i que es podria considerar la torre mestra. Aquesta, és de planta quadrangular amb torres d'angle rodones i corsera i merlets a la part superior. A cada nivell s'obren diferents tipologies de finestres on destaquen unes finestres geminades, amb traceria neogòtica, i les galeries d'arcs apuntats del pis superior.
Del cos adjunt que fa de tancament al pati d'armes, destaquen unes petites torres rodones amb teulada troncocònica als angles, i la terrassa superior tancada amb barana de balustres. A la part exterior, una escala doble monumental dona accés a la terrassa i una gran obertura d'arc rebaixat, al centre de l'escala, a l'interior del recinte.
Tot el conjunt està rodejat d'un extens parc i tancat amb un mur, on s'obren dos accessos, l'agrícola al nord i el senyorial a migdia, flanquejat per uns xiprers i una capella que data del 1704. Dins del recinte també es troben altres edificacions de mitjan segle xx, com un paller. El conjunt està construït amb maó combinat amb pedra, i té algunes parts arrebossades i pintades, com la façana principal.